# Groupe Espace
A Groupe Espace (magyarul: Tér Csoport) építészeket, konstruktőröket, szobrászokat és képzőművészeket összefogó franciaországi társulás volt, melyet 1951-ben André Bloc és Félix del Marle alapított a második világháború utáni újjáépítés idején. 

## Sajátosságai
A csoport alapvető felismerése az volt, hogy az épített környezet társadalomformáló hatású. Ugyanakkor, a háború után fellépő mérhetetlen lakáshiány enyhítésére megkezdődött építkezések, az építészeti modernizmus kiemelkedő eredményeinek lélektelen másolásával, azok eszmei tartalmának megértése nélkül, olyan sivár tömegtermelést eredményezett, amelynek társadalmi hatása inkább káros volt. 
A csoport célul tűzte ki, hogy az építészet, a szobrászat és a képzőművészetek szintézisének létrehozásával a jövő társadalmát szolgáló, minőségi lakókörnyezetet teremtsenek mind használati, mind esztétikai szempontból. Ezért szociológusok, pszichológusok és más építészettel kapcsolatba hozható tudományok szakértőinek a véleményét is figyelembe vették a tervezés során. 
Fontosnak tartották az új technológiák és új anyagok kidolgozását és felhasználását. A csoport filozófiájának az eszmei gyökere az orosz konstruktivizmusig és a holland De Stijl mozgalomig nyúlik vissza, de számtalan korábbi francia társulás is előfutára volt a mozgalomnak, melyektől tagokat is átvett. 
Fő publikációs fóruma az André Bloc által alapított L’Architecture d’Aujourd’hui építészeti magazin volt, de rendeztek kiállításokat és szimpóziumokat is. A csoport jelentős – ám a szakirodalomban sokszor mellőzött – hatással volt az építészet további fejlődésére. Eszmei örökségükre tagjaik átvándorlásával több későbbi társulás is épített.

## Megalakulásának nemzetközi előzményei
A Groupe Espace megalakulásának nemzetközi előzményei a 20. század eleji orosz konstruktivisták és a holland De Stijl mozgalom eredményeihez nyúlnak vissza.
A konstruktivistáknak radikálisan funkcionális és technikai koncepciójuk volt az építészetről. Néhány művész, például Vladimir Tatlin, Alekszandr Rodcsenko, Naum Gabo és Antoine Pevsner az 1910-es években különböző anyagok és textúráik kutatásával kezdett foglalkozni. Az anyagokkal kapcsolatos kísérletek egyre inkább térbelivé váltak. Idővel a figyelem fókuszában az anyag fokozatosan átadta helyét a konstruktív térfeltárásnak. Az elvont és szigorú mozgalom célja a modern ipari társadalom és a városi tér tükrözése volt. Elutasította a stilizált dekorációt az anyagok összeillesztésének ipari jellegű esztétikája javára. A tervek a fejlett technológiát és a mérnöki tervezést (bevallottan kommunista) társadalmi céllal ötvözték. 
Alapgondolatában visszatükröződik a funkcionalizmus, az anyagokkal való kísérletezés és az építészet társadalomformáló szerepének hangsúlyozása és kihasználása a jövő épített környezetének kialakításában.
A De Stijl festőkből, építészekből és tervezőkből álló holland csoport volt, amely 1917-ben művészszövetséget és azonos nevű művészeti folyóiratot alapított Leidenben. A De Stilj a művészetben hasonló gondolatokat és célokat követő művészek fóruma volt, akik közösen igyekeztek kiállításokat szervezni és kiadványokat publikálni. Képviselői ― hasonlóan a német Bauhaushoz, amelyhez eszmei és művészeti szempontból is szoros kapcsolatuk fűződik ― a művészet és építészet geometrikus-absztrakt ábrázolási formája és a funkcionalitásra korlátozódó purizmus mellett kötelezték el magukat. 
Esztétikai alapelveiket átfogó módon a tervezés minden területére alkalmazták. Elképzeléseiket a kubizmus és Vaszilij Kandinszkij művészetelméleti publikációi befolyásolták. A Groupe Espace szintén a geometrikus absztrakció szellemében születő műveket támogatott. Különös jelentőségűek ebben a tekintetben a neoplaszticizmus Piet Mondrian által megfogalmazott alapelvei. Ennek a képi nyelvnek az elemei a vízszintes/függőleges, nagy/kicsi, világos/sötét ellentétpárok voltak és a színek redukálása a három alapszínre: piros, sárga és kék, valamint a nem színekre: fekete, szürke és fehér. 
Az 1924-ben Gerrit Rietveld építész által tervezett Rietveld Schröder ház, melyet 2000-ben felvettek az UNESCO világörökségi listájára, a De Stijl mozgalom egyik legfontosabb épülete. Mutatja a legapróbb részletig terjedő egységes alkalmazását a De Stijl esztétikai alapelveinek. Ezek az elvek Mondrian és Jean Gorin közvetítésével hatottak a Groupe Espace alkotóira is. A Groupe Espace a De Stijl-hez hasonlóan multidiszciplináris csoport volt, és esztétikai elveit egységesen dolgozta ki minden alkalmazási területre. Tagjai közösen léptek fel kiállításokon és együtt publikáltak. A neoplaszticizmus formai és színelméleti elveit a Groupe Espace az építészetben, a belsőépítészetben és dekorációban is átvette.

## Megalakulásának franciaországi előzményei

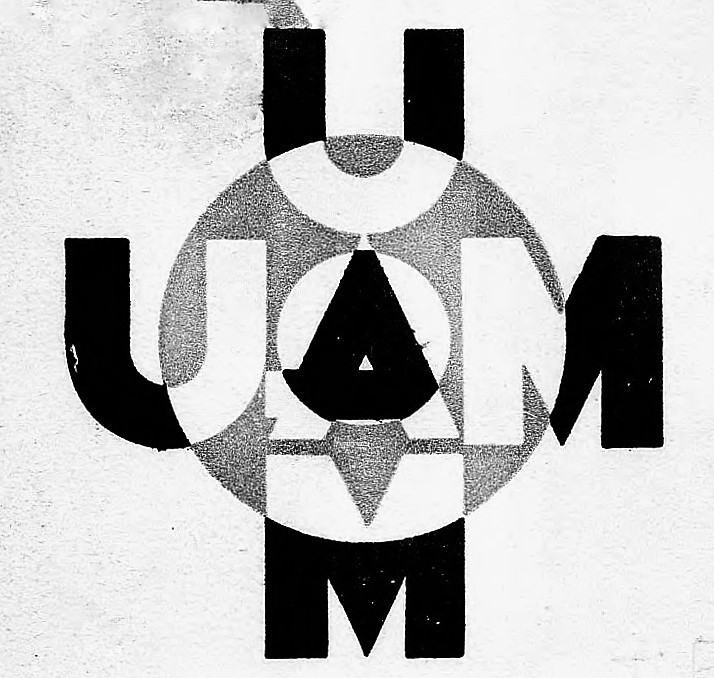
Union des artistes modernes logo

Franciaországban 1929. május 15-én alakult meg a Union des artistes modernes (Modern Művészek Uniója), rövidítve az UAM, mely dekoratív művészek és építészek mozgalma volt. Alapítói Jean Prouvé, Charlotte Perriand, Charles Édouard Jeanneret (Le Corbusier), Pierre Jeanneret és Robert Mallet-Stevens voltak. A második világháború idején szünetelő tevékenységét az UAM 1949-től 1958-ig folytatta. Az egyesület tagjai a funkcióra, a szerkezetre összpontosítottak, új anyagokat és új technikákat alkalmaztak, törekvéseiket a díszítőművészet modern és újraértékelt víziójához igazítva.
A Franciaországba elvándorló művészek révén a konstruktivista és neoplaszticista tendenciák hamarosan megérkeztek Párizsba is, és különböző társulások útján, melyek tagjai közt sok volt az átfedés, termékeny talajra találtak. 1929-ben Michel Seuphor, Nicolas Schöffer későbbi művészetkritikusa és Torres-Garcia festőművész megalapította a Cercle et Carré csoportot, amely olyan konstruktivista irányzatú művészeket hozott össze, mint Mondrian, Kandinsky, Pevsner, Vantongerloo és Moholy-Nagy. A Cercle et Carré csoport népszerűsítette az absztrakt művészet új eredményeit és munkáit, és művészeti folyóiratot is indított társulásukkal azonos címen, melyből három szám jelent meg. A kozmopolita művészek egyesülete csak egy évig létezett, de 1930-ban szervezett egy jelentős kiállítást, melynek helyszíne a párizsi a Galerie 23. volt (rue de La Boétie). Ezt úgy tartják számon, mint az első nemzetközi csoportos absztrakt művészeti kiállítást.
Seuphor távozása után Vantongerloo 1931. február 15-én új csoportot alapított Abstraction-Création néven, amely átvette a Cercle et Carré csoport tagjainak többségét, s az elődje által kidolgozott ötleteket is továbbvitte. Az Abstraction Création olyan fórum volt, ahol a konkrét, a konstruktivista és a geometrikus művészeti irányzatok képviselői találkoztak. Kiállításokat, felolvasásokat, vitaköröket szerveztek, és rengeteg elméleti és módszertani előkészítő munkát végeztek a nem reprezentatív művészet számára. A művészek színtanulmányokkal foglalkoztak, amelyek a néző látását befolyásoló fizikai-optikai jelenségeket tártak fel. 
1939-ben, a második világháború előtt Frédo Sidès műkereskedő és gyűjtő, valamint Yvanohoé Rambosson műkritikus közösen rendezett kiállítást Réalités Nouvelle címmel a párizsi Galerie Charpentier-ben. Itt elsősorban az Abstraction-Création csoporthoz tartozó művészek munkáit mutatták be. A kiállítás címére utaló művészegyesület hivatalos megalapítására csak a háború után, 1946-ban került sor. De hamarosan, 1946–1947-ben az Abstraction-Création egyesületet felváltotta a Salon des Réalités Nouvelles, mint az absztrakt irányzatokat összefogó társulás. Megalakulásukkor a csoport által képviselt művészeti irányvonalat határozottan absztrakt, konstruktív, nonfiguratív művészetként határozták meg. 
André Bloc, aki maga is sokoldalú mérnök, építész, festő, később szobrász és folyóirat-szerkesztő volt, 1936-ban Párizsban alapítóként működött közre az Union pour l'Art létrehozásában, hogy teret adjon a művészeti ágak képviselői és az építészek általános és teljes együttműködésére vonatkozó elképzeléseinek. Pierre Vago mellett főtitkára volt az Auguste Perret által elnökölt bizottságnak. 1949-ben Le Corbusier-vel megosztva alelnöke volt a Henri Matisse elnökségével működő Association pour une Synthèse des Arts Plastiques-nak, amely ugyanabban a szellemben született, mint amely az 1951-ben Félix del Marle-lal közösen alapított Espace Groupot is inspirálta. Mindezekkel az előzményekkel, és eszmei háttérrel alakult meg André Bloc vezetésével és Félix del Marle közreműködésével a Group Espace nevű multidiszciplináris társulás azzal a céllal, hogy a konstruktivizmus és a neoplaszticizmus elveit továbbfejlesztve az építészet, szobrászat és képzőművészetek olyan szintézisét hozza létre, mely lehetővé teszi, hogy a jövő épített környezetét társadalomformáló erővé tegyék. Ebben a törekvésben szociológusok, pszichológusok és számos más társtudomány eredményeire is támaszkodtak.

## A Groupe Espace megalapítása

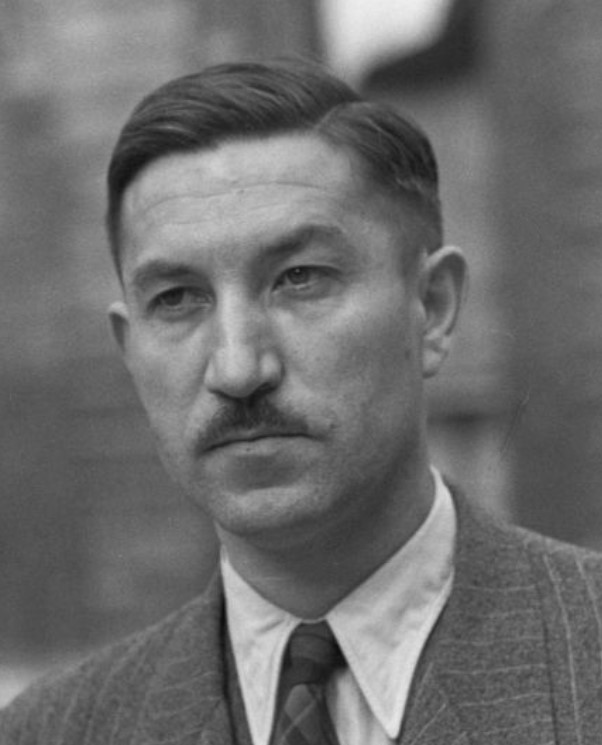
Eugène Claudius-Petit 1948-ban

A Groupe Espace (Tér Csoport) alakuló közgyűlésére 1951. október 17-én, az újjáépítésért és városfejlesztésért felelős miniszter, Eugène Claudius Petit tiszteletbeli és André Bloc tényleges elnökletével a Grand Palais épületében került sor. A közgyűlés elfogadta a jelenlévőkkel ismertetett alapító okiratot és a csoportosulás elsődleges céljául az építészet, szobrászat, festészet és egyéb vizuális- és képzőművészeti ágazatok közötti szintézis megteremtését tűzte ki. André Bloc a korábbi sikeres és sikertelen példák ismertetésével vezette be beszédét, mely után áttértek a tisztségek viselőinek megválasztására.
A társulás időtartamát 99 évben rögzítették. Székhelyének címe Boulogne-sur-Seine, 5. rue Bartholdi. 
A társulás tiszteletbeli elnökévé Eugène Claudius Petit, kulturális és városrendezési minisztert (Ministère de la Culture et de l’Urbanisme) választották, elnöke André Bloc, elnökhelyettesei Paul Herbé, Fernand Léger és Bernard Zehrfuss, titkára Félix del Marle, kincstárnoka Bernard Laffaille, szóvivői pedig Luc Arsene-Henry és Edgard Pillet lettek. A bizottság tagjai Sonia Delaunay, Beöthy István, Silvano Bozzolini, Cicero Diaz, Jean Fayeton, Pierre Faucheux, Jean Gorin, Berto Lardera, Robert le Ricolais, Paul Nelson és Marcel Roux voltak.
Az alakuló közgyűlés keretében kidolgozták a munkamódszereket, és létrehozták az egyes speciális feladatokra szakosodott munkacsoportokat. Ezek a feladatok felölelték a várostervezést, típustervek kidolgozását, fesztiválok és kiállítások szervezését, a színek használati módjának elméleti kidolgozását és a tárgyi kultúra művészeti fejlesztését.

## Kiáltvány
Az alapító közgyűlés után megjelent a L’Architecture Aujourd’hui című lapban a Groupe Espace kiáltványa. A kiáltvány bevezetője a következő gondolatokat foglalja össze: 
A képzőművészetek ― festészet, szobrászat, építészet ― elkülönülése sajnálatos, de a művészek, kritikusok és közönség körében széles körben olyannyira elfogadott tény, hogy a művészetek mindennapi életbe való bevonására irányuló legbátortalanabb kísérletek is sokak számára haszontalan merészségnek tűnnek.
Franciaországban azonban megalakult egy csoport, amely nekilát az ezen területek közötti szintézis megteremtésére irányuló nehéz feladatnak, amely nélkül egyetlen civilizáció sem tudja a saját létét érvényesíteni.
A kedvező feltételek lehetővé teszik az első kísérleteket. A háború utáni újjáépítés döntő szakaszába lépett, és az építészek, akik az alapvető munkálatokért felelősek, megértették, hogy helyzetelemzéseik és tervezés közben hasznosan együttműködhetnek más képzőművészekkel.
Az összegyűltek együttesen aláírnak egy kiáltványt, amelyben megfogalmazzák programjukat. Azok a művészek gyűltek össze, akiket úgy tűnik, különösen érdekelnek az új problémák. A kiáltvány jelen aláírása azonban nem más, mint a kezdete a további szélesebb összefogásnak.
A gondolat megszületett és munkálkodik tovább. Franciaországban, Brazíliában, Dániában és Olaszországban már jegyzik az első projekteket. A Milánói Triennálé megmutatta, miként tudnak az építészek és a képzőművészek intelligensen együttműködni.
A Groupe Espace, amely megalapításától kezdve egyesületként működik, nem zárt, szűk csoport lesz. Tagjai nem a személyes nyilvánosságra törekszenek, hanem igazi művészekhez illő alázattal közelítenek a kockázatokhoz, amelyek az alapvető kísérletekkel járnak.
Ezt a bevezetőt követi a kiáltvány tényleges szövege:
Kiáltvány
Annak érdekében, hogy véglegesen megszabaduljanak bizonyos káros berögzülésektől, amelyek a közönség tömegeit éppúgy áthatják, mint a művészek nagy részét, az alulírott építészek, konstruktőrök és képzőművészek létrehozzák a
Groupe Espace-t
Támogatják
- a korábbi non-figuratív művészeti tendenciákat aktuális technikák és módszerek alkalmazásával, valamint megújult célokkal;
- az olyan művészetet, amely a valós térbe ágyazódik, funkcionális és válaszol az ember minden szükségletére, a legegyszerűbbtől a legemelkedettebbig;
- az olyan művészetet, amely foglalkozik a magán és kollektív élet körülményeivel, az olyan művészetet, mely lényeges még az esztétikai értékekre legkevésbé fogékony emberek számára is;
- az olyan konstruktív művészetet, amely projektek hatékony megvalósítása révén közvetlen cselekvésben vesz részt az emberi közösséggel.
- az olyan művészetet, amely a fénynek a műalkotásba való érzékeny és modulált behatolása révén térbelivé válik, az olyan művészetet, amelynek koncepciója és kivitelezése a három dimenzióban lévő szempontok nem vélt, hanem kézzelfogható egyidejűségén alapul.
- az olyan művészetet, amelynél a szín és a forma elválaszthatatlanul összekapcsolódik belső és építészeti tulajdonságaik által a kapcsolatok és arányok ideális kifejeződésében.

Megállapítják
- hogy túl gyakran bíznak hatalmas építési feladatokat olyan emberekre, akik nem alkalmasak arra, hogy elkötelezzék magukat egy lakócsoport, egy város és még kevésbé egy ország jövője mellett,
- hogy a várostervezés és a városépítés a felelősöktől nemcsak műszaki ismereteket, hanem társadalmi és pszichológiai ismereteket és bizonyos művészi kultúrát is igényel
- hogy a szükséges tudás és kultúra szintje általában elégtelen, és a városok újjáépítése tökéletlen tervek alapján és megkérdőjelezhető formavilággal történik,
- hogy a legtöbb építész nincs felkészülve az új feladatokra,
- hogy azoknak, akik felelősek azért, hogy megteremtsék a környezetet, amelyben a jövő nemzedékek élni fognak, olyan technikusokkal és szobrászokkal, művészekkel kell körülvenniük magukat, akik ismerik a térbeli problémákat, és akiket ráadásul a törvények és rendeletek támogatnak és segítenek.

Javasolják
- szoros kapcsolatok létrehozását mindazok között, akik felkérhetőek arra, hogy hozzájáruljanak a nagy kortárs feladatokhoz, különösen a következőkhöz: urbanisztikai tanulmányok, tervrajzok kidolgozása, az építészeti térforma tanulmányozása, beleértve a színek használatának kiterjesztését az építészetben, a mindennapi életben.
- így annak érdekében, hogy a közönség tudomást szerezzen a szükséges térformáló újításokról kívánatos, hogy a Group Espace művészei aktívan tevékenykedjenek, különösen a fesztiválok, kiállítások és nagy nyilvános ünnepségek alkalmával. A nagyszabású térforma bemutatókra könnyebben van lehetőség az ilyen események alkalmával, és ezáltal megnyílik az út a maradandó projektek megvalósítása felé.
- A speciális problémák tanulmányozására a következő bizottságok azonnal megalakulnak, és mindegyikbe építészeket, festőket, szobrászokat és képzőművészeket kell bevonni:

VÁROSRENDEZÉS, TERVRAJZOK, SZÍNEK, KIÁLLÍTÁSOK, FESZTIVÁLOK, TÁRGYAK FORMATERVEZÉSE
Felhívják a figyelmet
Arra, hogy minden emberi tevékenység harmonikus fejlődésében nélkülözhetetlen a vizuális- és képzőművészetek jelenléte.

## Village polychrome, 1952-53 Biot

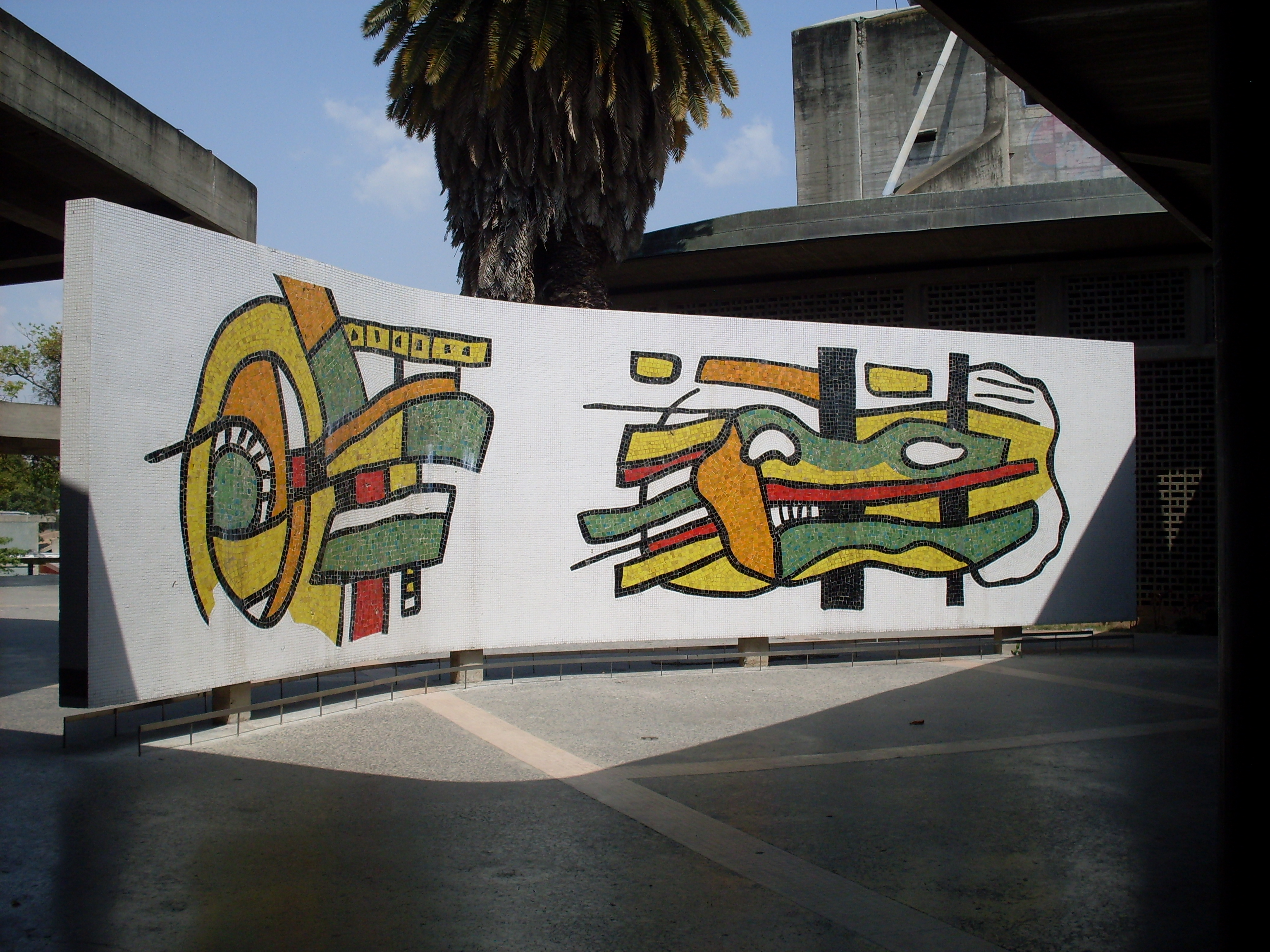
Fernand Léger murális, 1954
Universidad Central de Venezuel

A Groupe Espace alkotóit a művészetek szintézisének megvalósítása vezérelte, a festészet, a szobrászat és az építészet közötti hagyományos szakadék áthidalása érdekében. Már a csoport megalakulását követő évben, 1952−1953-ban úgy tűnt, hogy lehetőség nyílik egy egész lakókörnyezet megvalósítására ebben az új, kísérleti szellemben. 
André Bloc két régi barátja, André Bruyère építész (1912−1998) és Fernand Léger (1881−1955) festőművész megbízást kapott Francisco Assis de Chateaubriand (1892−1968) brazil sajtómágnás, diplomata és műgyűjtőtől, hogy kétszáz brazil diák számára hozzanak létre egy lakótelepet Biot közelében, egy kis Földközi-tengerre néző faluban, Franciaország délkeleti részén. Az előirányzott teljes költségvetés 236 000 000 frank volt. A pénzt egy 40 hektáros telek megvásárlására, utak és egyéb infrastruktúrák, például parkolók, zöldfelületek, étterem, múzeum, köztéri szobor és mozi építésére, és ami a legfontosabb, diákszállások és tíz teljesen berendezett villa építésére szánták. 
André Bruyère elutasította a háború utáni funkcionalizmus téglatestekből építkező szigorú rendjét és sivárságát. A diákfalu terve játékosabb vonalakat és aszimmetrikus formákat mutat. Mivel a diákfalut összművészeti alkotásként fogták fel, a művészek következetesen elmosták a határt a belső és a külső tér között azáltal, hogy a villák bútorzatát és építészetét összehangolták a villák általános környezetével. Fernand Léger hite szerint, a szín létfontosságú, az élet egyik nélkülözhetetlen nyersanyaga, akárcsak a víz és a tűz. Az emberi létet elképzelhetetlennek tartotta színes környezet nélkül. André Bruyère terveit pasztellkrétával merészen színezte. Erről az élénk, vidám színvilágról kapta nevét a végül soha meg nem valósult diákfalu: Village Polychrome. A projekt félbemaradt a finanszírozás meghiúsulása miatt. Ennek ellenére mégis jelentős abban a tekintetben, hogy az 1950-es években a művészetek szintézisének kérdésén keresztül próbált alternatívát megfogalmazni a modernista építészet hegemóniájával szemben. Ez az alternatíva a helyileg meghatározott tér új koncepcióját jelentette volna a szabad formák révén. Így a lakhatás és az életkörnyezet fontos szerepet játszik a Village Polychrome projektben, és tanúskodik Bruyère és Léger ragaszkodásáról az egyén, a mű és a környezet közötti kapcsolathoz. A fennmaradt tervrajzok másik jelentősége, hogy ezek a Group Espace programjának első manifesztációi.
Ez a projekt egyik példája a francia és a dél-amerikai művészeti világ között az 1950-es évek első felében zajló transznacionális cserekapcsolatoknak. Ugyanebben az időben Léger André Bloc-kal, Victor Vasarelyvel és másokkal együtt megbízást kapott arra, hogy a venezuelai Caracas-i Egyetem campusán Raúl Villanueva épületeire több polikróm falfestményt készítsen.

## „Építészet – Formák – Szín” kiállítás, Biot, 1954.

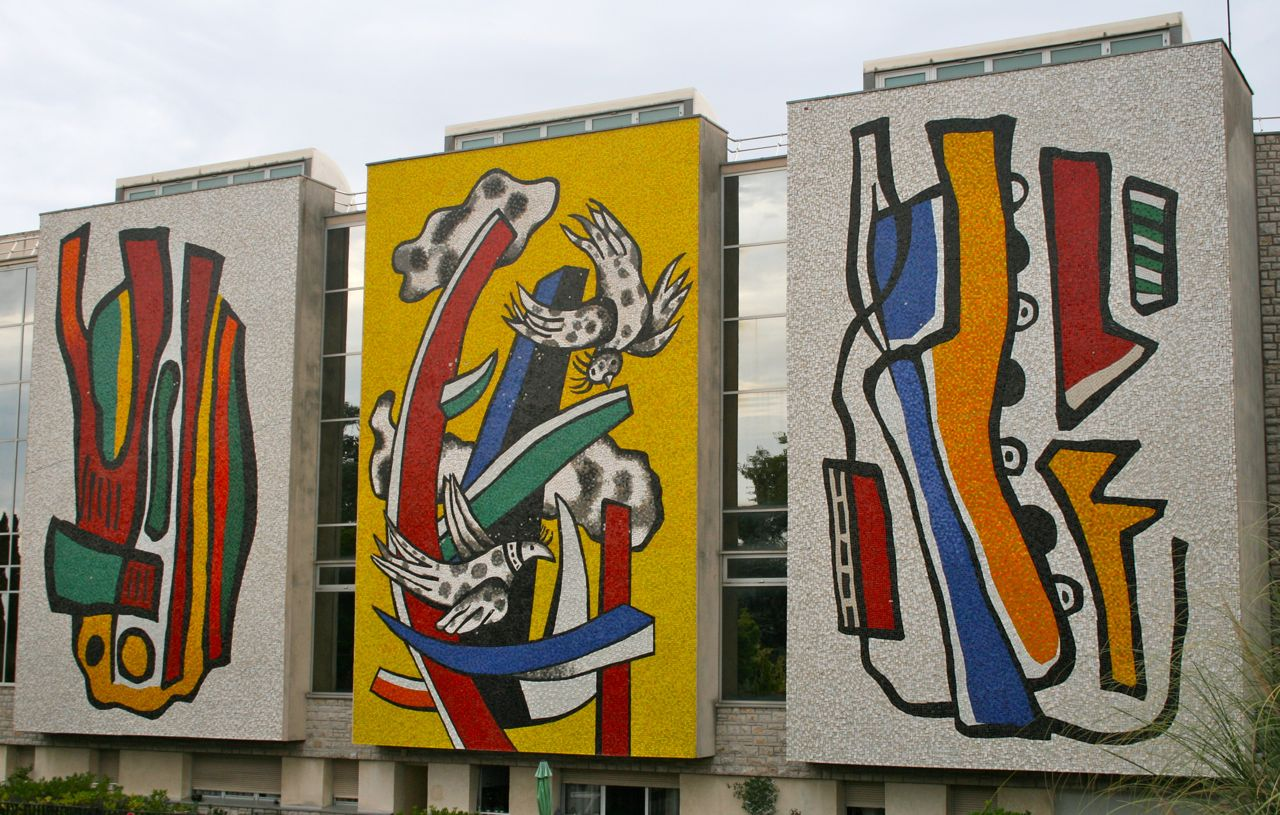
Fernand Léger Múzeum, Biot

A Groupe Espace 1951 végi megalakulása óta főként művészek és építészek között teremtett vagy erősített kapcsolatokat, de a nagyközönség számára még mindig kevéssé volt ismert. Ennek orvoslására az egyesület igazgatótanácsa úgy döntött, hogy egy mindenki számára nyitott rendezvényt szervez, amely a csoport projektjeit és tevékenységeit mutatja be. André Bloc rendszeresen kifejtette, hogy a kiállítások, vásárok és ideiglenes események hozzájárulnak egy állapot fokozatos fejlődéséhez, mivel lehetővé teszik a közönség számára, hogy hozzászokjon az új gyakorlatokhoz. André Bruyère-t nevezték ki a kiállítás főkurátorának. 
Meglepőnek tűnhet, hogy a csoport művészei és építészei nem úgy döntöttek, hogy már elkészült vagy máshol kiállított műveket küldenek, amivel időt lehetett volna megtakarítani, és mindenekelőtt a költségeket csökkenteni. Valójában annak, hogy túlnyomó többségüknek eredeti műveket kellett létrehozniuk, sokkal gyakorlatibb okai voltak: a két hónapig a szabadban kiállítandó műveknek vagy modelleknek ellenállóknak kellett lenniük az éghajlati viszonyok károkozásával, így az erős mediterrán napsütéssel szemben, mivel csak a fényképek és néhány építészeti model számára biztosítottak fedett helyet.
A festők többsége a kontextushoz és témához való alkalmazkodás érdekében szálcementre festett képeket mutatott be, mint Fernand Léger, Victor Vasarely vagy Alberto Magnelli. Sonia Delaunay mozaikkal szerepelt a kiállításon. 
Az André Bruyère által elképzelt szcenográfia kihasználta a lépcsőzetesen kialakított olajfaligetes terep adottságait. Minden egyes alkotás körül nagy, nyitott teret biztosított, és megtervezte a nézőpont, és a látogatók vándorlásának függvényében létrejövő összjátékát a műveknek. Az így létrehozott asszociációk egymással harmoniában álló, máskor ellentétpárként mutatkozó műveket hoztak a néző látómezejébe.
A művészek többsége az absztrakcióhoz vagy a spatializmushoz közel álló irányzathoz tartozott, de műveik, az eltérő hordozók és a léptékkülönbségek miatt, néha nagyon eltérő megközelítést alkalmaztak.
Így például Alberto Magnelli szálcementre festett festménye Nicolas Schöffer térdinamikus acélszobra mellett állt, és a látószögtől függően Maxime Descombin ferde, acéllemezből készült mobil szobra Sonia Delaunay mozaikja mögött tűnt elő.
Pierre Guéguen az L'Art d'Aujourd'hui című folyóiratban megjelent cikkében megállapítja: „Ha a Biot-kiállítás nem is lehetett minden tekintetben tökéletes, legalább a létezés, az életben maradás és a fiatalság kritikus pontján sikeres volt. Ez volt a kor egyik legnagyobb művészeti találkozója, amely nemzetközi rangú művészeket és építészeket hozott össze, generációkat és gyakorlatokat vegyítve”.
Végül is ez az egyedülálló élmény, amely hetvenöt alkotót − építészeket, festőket, szobrászokat, fotósokat − hozott össze, a Groupe Espace tevékenysége csúcspontjának tűnik, de egyben egy tudatosság kialakulásának pillanata is, a művészetek szintézise utópiájának megszilárdulása, ahogy azt akkoriban elképzelték.
Nem sokkal a Groupe Espace kiállítás után Léger úgy döntött, hogy megvásárolja a „Mas Saint-André” néven ismert földterületet Biot-ban, hogy barátjával, Roland Brice-szal együtt rendszeresebben gyakorolhassa a kerámiaművészetet.
2016-ban a Fernand Léger Múzeum 1954 nyara Biot-ban címmel retrospektív kiállítást rendezett.

## Tagok

### Építészek
- André Bloc
- André Bruyère(wd)
- Jean Fayeton(wd)
- Jean George
- Jean Ginsberg(wd)
- Pierre Guéret
- Gabriel Guévrékian(wd)
- Paul Herbé(wd)
- Arne Jacobsen
- Jean De Mailly(wd)
- Richard Neutra(wd)
- Alfred Roth
- Ionel Schein
- André Sive
- Bernard Zehrfuss(wd)
- Rémy Le Caisne

### Konstruktőrök
- Bernard Lafaille(wd)
- Robert Le Ricolais(wd)
- Jean Prouvé(wd)

### Képzőművészek
- Aagaard Andersen(wd)
- Olle Bærtling(wd)
- Étienne Beothy
- Silvano Bozzolini(wd)
- Burgoyne Diller(wd)
- Sonia Delaunay
- Félix del Marle(wd)
- Roger Desserprit
- Jean Dewasne(wd)
- Piero Dorazio(wd)
- Paul-Etienne-Sarisson
- Pierre Faucheux(wd)
- Adolf Fleischman(wd)
- Georges Folmer(wd)
- Jean Gorin
- Robert Jacobsen(wd)
- Berto Lardera(wd)
- Fernand Léger
- Jean Mégard(wd)
- Georges L. K. Morris(wd)
- Edgard Pillet(wd)
- Nicolas Schöffer
- Pierre Székely
- Victor Vasarely
- Nicolas Warb
- Jean Weinbaum(wd)